# Vivian Slingerland
Vivian Slingerland (Ede, 29 november 1971) is een Nederlands televisiepresentatrice en model.
Na de mavo ging Slingerland naar vakschool Nimeto voor de opleiding reclame en presentatietechnieken. Ze houdt van reizen in combinatie met actie, duiken, parachutespringen, skaten en motorrijden.
Vanaf 1990 doet Slingerland modellenwerk.
In 1999 komt Slingerland bij Veronica TV (HMG) terecht, het latere Yorin. Ze start daar als omroepster. Tot medio 2001 is Slingerland als omroepster te zien. In 2001 presenteert ze bij Yorin samen met Chris Zegers One Way Ticket. In 2002 is Slingerland daar te zien in Motor Tv. In 2002-2003 is Slingerland te horen op de radio bij Yorin FM.
In 2004 presenteert Slingerland Yacht Vision. Dit doet zij samen met Epco Ongering. Na dit seizoen presenteren Mari Carmen Oudendijk en Marilou le Grand dit botenprogramma. Vanaf 2008 is Slingerland wederom verbonden aan dit programma. Van 2006 t/m 2008 maakt Slingerland deel uit van het presentatieteam van het RTL 4-nieuwsprogramma 4 in het Land. Ze presenteerde op 29 februari 2008 de laatste aflevering van dat programma. In de zomer van 2008 is ze een van de presentatoren van Nederland Vertrekt en ook is Slingerland te zien in het RTL 4-zomerprogramma van 2009: Ik kom bij je eten. In het najaar van 2009 presenteert ze Eten & Drinken in de zaterdagnamiddag van RTL 4. Vanaf begin 2010 is Slingerland te zien in het RTL 4-magazine Gewoon Mooier als opvolgster van Corine Boon.
Slingerland woont samen met haar vriend Bob, met wie ze twee dochters heeft.

## Televisie
Yorin:
- omroepster (1999-2003)
- One Way Ticket (2001)
- Motor Tv (2002)

RTL 4:
- Yacht Vision (2004, 2008-2011)
- 4 in het Land (2005-2008)
- Nederland Vertrekt (2008)
- Ik kom bij je eten (2009-2012)
- Eten & Drinken (2009)
- Gewoon Mooier (2010-2012)
- RTL Consult (2010, 2011)
- Koffietijd (2011-2023; presentatrice & verslaggeefster)[3]
- RTL Vaart (2012-2013)
- De Mooiste Tuinen van Nederland (2014)
- VaarTv (2014-2015)
- 5 Uur Live (2017-2020; verslaggeefster), (2019; gastpresentatrice)